# Simon Sebag Montefiore
Pour les articles homonymes, voir Sebag et Montefiore.
Simon Sebag Montefiore, né à Londres en Angleterre le 27 juin 1965, est un écrivain et historien britannique spécialisé dans l'histoire de la Russie.

## Biographie
Il fait ses études au Gonville and Caius College de l'université de Cambridge. Outre deux romans, il publie dans la presse anglophone plusieurs articles consacrés à la Russie et, en 2000, son premier ouvrage historique, son Prince des princes : la vie de Potemkine (qui est nommé pour les prix Samuel Johnson, Duff Cooper et Marsh Biography). Staline, la cour du tsar rouge est publié dans vingt-cinq langues et reçoit le prix du livre d'histoire de l'année 2004 par le British Book Awards.
Dans une tribune publiée par le Times en novembre 2017, il met en cause la gauche britannique, qu'il accuse d'antisémitisme.

## Œuvres
Ouvrages traduits en français
- Les Romanov 1613-1918 (traduction de Tilman Chazal, Prune Le Bourdon-Brécourt et Caroline Lee), Calmann-Lévy, octobre 2016, 864 p.  (ISBN 978-2-7021-5709-1)
- Staline. La Cour du Tsar rouge (traduction de Florence La Bruyère et Antonina Roubichou-Stretz), Éditions des Syrtes, octobre 2005, 793 p.  (ISBN 978-2845451124).
- Le Jeune Staline (traduction de Jean-François Sené), Éditions Calmann-Lévy, Paris, mars 2008, 501 p.  (ISBN 978-2702139264).
- Sashenka (traduction d'Irène Offermans), Éditions Belfond, Paris, mars 2010, 576 p.  (ISBN 978-2714445308).
- Jérusalem : Biographie  (trad. de l'anglais par Raymond Clarinard et Isabelle Taudière), Paris, Éditions Calmann-Lévy, octobre 2011, 668 p. (ISBN 978-2-7021-4253-0)
- La Grande Catherine et Potemkine. Une histoire d'amour impériale, [« Catherine the Great and Potemkin »], Paris, Éditions Calmann-Lévy, septembre 2013, 680 p.  (ISBN 978-2-7021-4464-0)
- Le Cercle Pouchkine, Editions Belfond, Paris, Juin 2014, 350 p.  (ISBN 978-2-7144-5673-1)

Ouvrages en langue anglaise
- (en) : King's Parade, H Hamilton, mai 1991, 288 p.  (ISBN 978-0241130513) – Réédition au format de poche : Penguin Books, mai 1992, 272 p.  (ISBN 978-0140143027) – Non traduit en français.
- (en) : My Affair with Stalin, Weidenfeld & Nicolson, septembre 1997, 226 p.  (ISBN 978-0297819240) – Réédition : Phoenix, novembre 2004, 240 p.  (ISBN 978-0753801581) – Non traduit en français.
- (en) : Prince of Princes : the Life of Potemkin, Weidenfeld & Nicolson, septembre 2000, 512 p.  (ISBN 978-0297819028) – Non traduit en français.
- (en) : Will Black et Simon Sebag Montefiore, The Chinese Palace at Oranienbaum: Catherine the Greats Private Passion, Bunker Hill Publishing, juillet 2003, 48 p.  (ISBN 978-1593730017) – Non traduit en français.
- (en) : Stalin : the Court of the Red Tsar, 2003.
- (en) : versions audio, en cassettes ou CD, lues par John Nettles, juin et septembre 2004.
- (en) : Catherine the Great and Potemkin: The Imperial Love Affair, Phoenix, juin 2004, 664 p.  (ISBN 978-0753818343)
- (en) : A History of Caucasus, Weidenfeld & Nicolson, 2005, 388 p.  (ISBN 978-0297819257) – Non traduit en français.
- (en) : Speeches That Changed the World, Quercus Publishing, octobre 2007, 224 p. et un CD audio de 80 minutes  (ISBN 978-1847240873).
- (en) : Young Staline, Weidenfeld & Nicolson, mai 2007, 496 p.  (ISBN 978-0297850687) – Sélectionné pour le James Tait Black Memorial Prize.
  - (en) : versions audio, en cassettes ou CD, lues par James Adams (non identifié), janvier 2008.
- (en) : Monsters : History's Most Evil Men and Women, Quercus Publishing, septembre 2007, 320 p.  (ISBN 978-1847245014) – Non traduit en français.
- (en) : 101 World Heroes, Quercus Publishing, septembre 2007, 320 p.  (ISBN 978-1847241382) – Non traduit en français.
- (en) : Sashenka (roman), Bantam Press, juin 2008, 480 p.  (ISBN 978-0593056387).
- (en) : Jerusalem: The Biography, Weidenfeld & Nicolson, Londres, janvier 2011, 696 p.  (ISBN 978-0297852650).